# Kyrkslätt
Kyrkslätt (finsk: Kirkkonummi, svensk: Kyrkslätt) er en kommune i landskabet Nyland i Finland. Kyrkslätt har cirka 40 433 indbyggere og dækker et område på 1 017,01 km². Kyrkslätt grænser til kommunerne Esbo, Sjundeå, Ingå og Vichtis.
Kyrkslätt er en tosproget kommune med finsk som majoritetssprog og svensk som minoritetssprog. 78 procent af befolkningen har finsk som modersmål, mens 20 procent har svensk. Kyrkslätt var oprindeligt en svensksproget kommune (sogn), men er over tid blevet betydeligt finskdomineret.
Kyrkslätt nævnes i officielle dokumenter fra år 1330, hvor stedet kaldes "Kyrkioslaeth".
I 1944 blev det besluttet, at Sovjetunionen skulle leje Porkala-området af Finland. To tredjedele af Kyrksläts kommunes areal var inkluderet i dette område. I løbet af ti dage i september 1944 var indbyggerne i Kyrkslätt nødt til at pakke al deres møbler, tøj og anden ejendom ned for derefter at flytte til den finske side, da området blev sovjetisk.
Da indbyggerne i Kyrkslätt vendte tilbage, var der meget ødelagt, gravstenene var væltede, og markerne var overgroede. En genopbygningsproces blev påbegyndt, der strakte sig over det meste af 1950'erne og en betydelig del af 1960'erne.